# Watertoren van Ho Chi Minhstad
De Watertoren (Vietnamees: Tháp nước cũ) van Ho Chi Minhstad is een watertoren gebouwd in 1912 en staat in Quận 3. De watertoren lijkt op een omgekeerde kegel.